# Jacques Vermeire
 (mai 2022).
 (avril 2022).
Le contenu est difficilement compréhensible vu les erreurs de traduction, qui sont peut-être dues à l'utilisation d'un logiciel de traduction automatique.
Jacques Vermeire est un humoriste et acteur belge néerlandophone né le 27 mai 1951 à Anvers.

## Biographie
Jacques Vermeire a commencé sa carrière à la VRT dans l'émission de radio Sportkaffee. Cette émission a été diffusée le dimanche soir entre 17 et 20 heures sur BRT2 Omroep Limburg, a duré de 1985 à 1990 et a été enregistrée avec un public. Avant le début de l'émission et lors du journal télévisé de 19 heures, Jacques a servi l'humoriste[Lequel ?]. Par exemple, il a imité Eddy Wally. Pendant le programme, Vermeire a servi des boissons et des frites. Frank Dingenen, autrefois invité, remarque les capacités de Jacques et lui décroche un petit rôle dans la série Meester, il recommence ! où il jouait au concierge.
Sa percée auprès du grand public, cependant, est venue grâce à sa participation hebdomadaire en tant que panéliste dans De Drie Wijzen. Il s'est également produit dans des spectacles de salle avec le premier Luc Verschueren. Il réalise également de courts sketchs pour la VRT, qui sortiront plus tard en VHS sous le titre Oei Jacques. De 1989 à 1995, il a également été présenté à chaque réveillon du Nouvel An sur la VRT dans diverses émissions spéciales du Nouvel An.
Vermeire a également joué dans F.C. De Kampioenen de 1990 à 1998 en tant que garagiste très populaire Dimitri De Tremmerie. Au printemps 2010, il est revenu une fois dans la série après une absence de 12 ans. Il a de nouveau joué le rôle de DDT dans une parodie de la série dans l'émission comique contre les stars sur VTM. Il a également repris son rôle de DDT dans les deuxième, troisième et quatrième films du FC De Kampioenen. Fin 2020 il reprendra son rôle de Dimitri De Tremmerie dans la spéciale de Noël du FC De Kampioenen.
Il fait ses débuts au cinéma en 1983 dans le film Après l'amour, et signe un blockbuster avec plus de 700 000 visiteurs pour la comédie flamande Max (1994).

## Filmographie
- 1990 : F.C. De Kampioenen : Dimitri De Tremmerie
- 1994 : Max